# Evangelischer Friedhof Radom

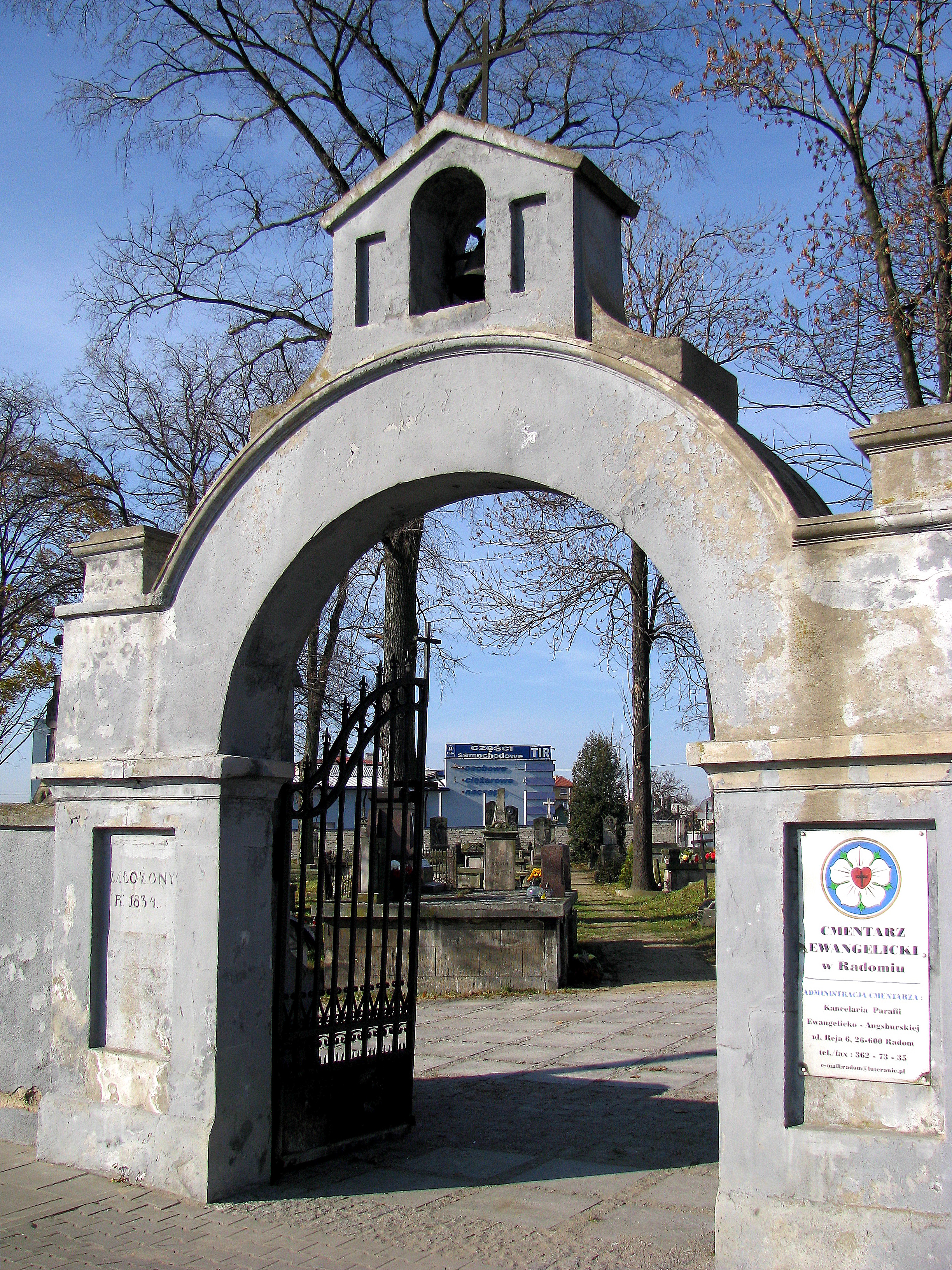
Tor zum Friedhof

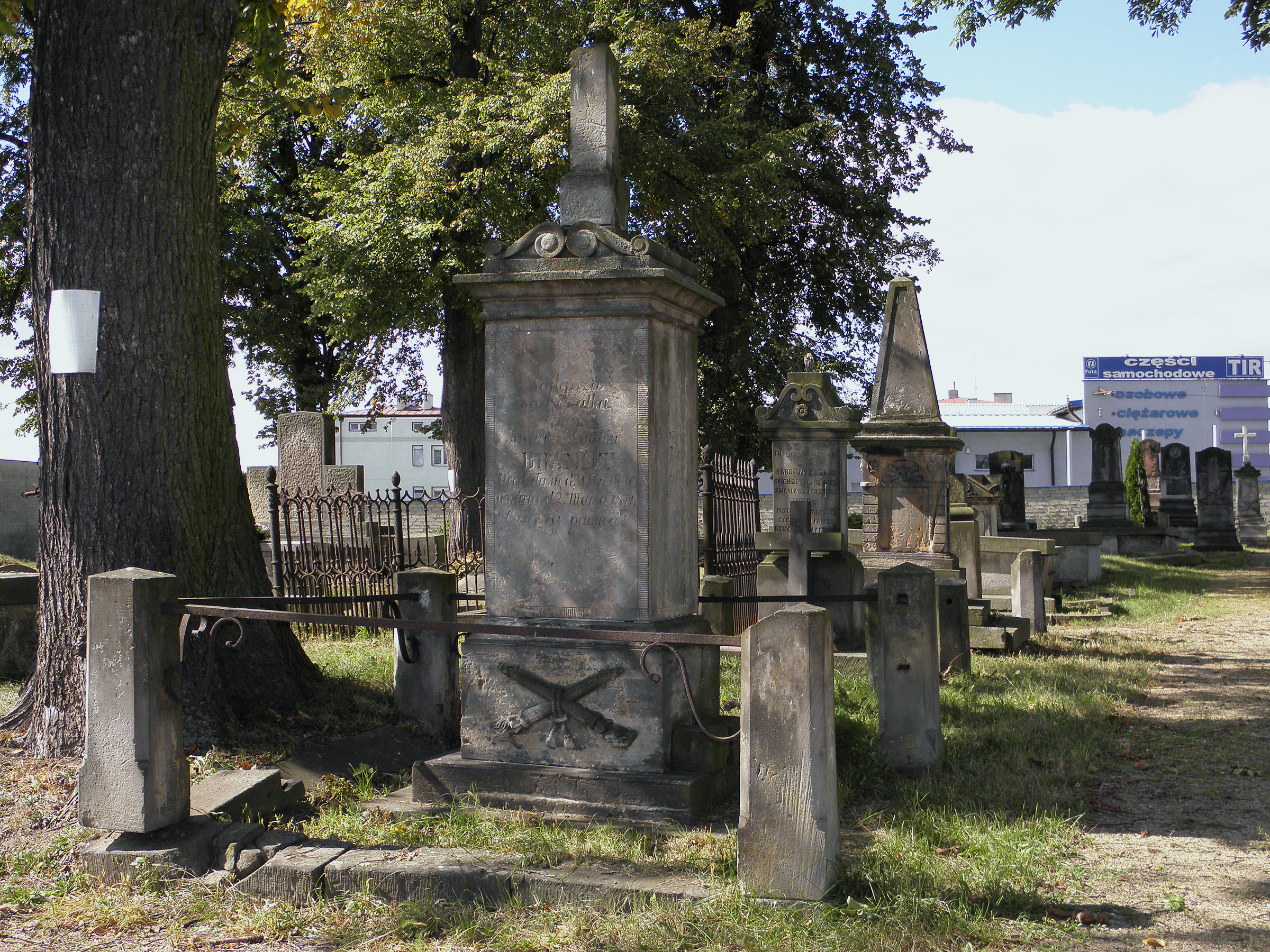
Grab Brandt

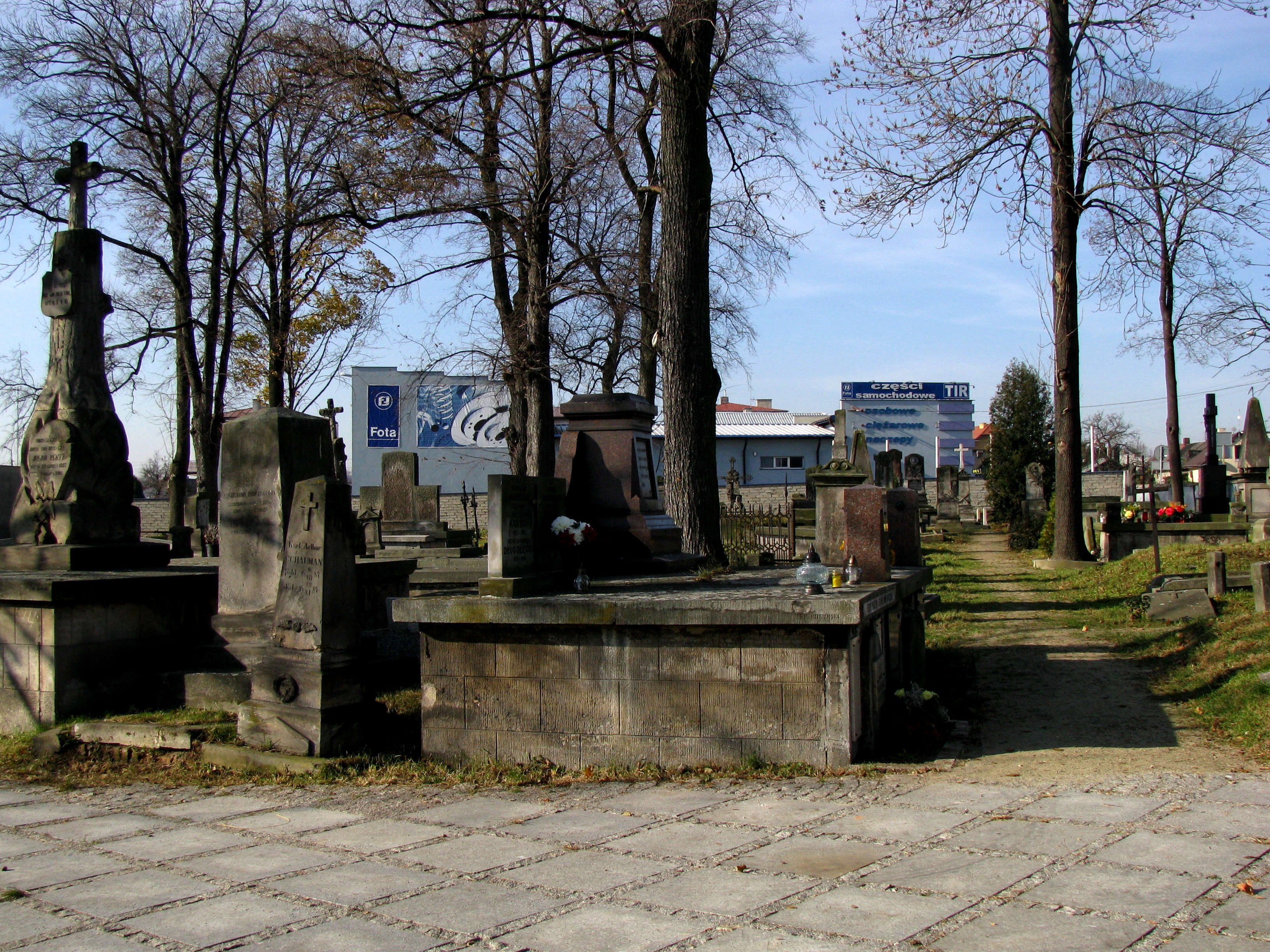
Gräber im Eingangsbereich

Der Evangelischer Friedhof Radom (polnisch Cmentarz ewangelicki bzw. Cmentarz ewangelicko-augsburski w Radomiu) ist ein Friedhof der lutherischen (evangelisch-augsburgischen) Kirche in Radom in der Woiwodschaft Masowien in Polen. Er wurde 1833 angelegt und ist seit 1982 ein geschütztes Kulturdenkmal.
Als evangelischer Friedhof ist er mit seiner Gestaltung aus der ersten Hälfte des 19. Jahrhunderts in der Woiwodschaft einzigartig.

## Lage
Die Anlage liegt im Westen der Großstadt an der Kreuzung der Straßen ulica Kielecka (ehemals Landesstraße DK7 und DK12) und Wolanowska in Radom, zur Gründungszeit die „Neue Krakauer“ und „Alte Petrikauer Straße“. Die Mleczna ist etwa 600 Meter entfernt, der römisch-katholische Friedhof liegt etwa einen Kilometer südöstlich, die frühmittelalterliche Altstadt (Stare Miasto) 1,2 Kilometer östlich.

## Geschichte
Radom war im Weichselgebiet des Russischen Zarenreiches ein bedeutender Verwaltungssitz und Sitz militärischer Institutionen. Im Jahr 1826 wurde die evangelische Gemeinde gegründet. Die Stadt entwickelt sich zudem in der zweiten Hälfte des 19. Jahrhunderts zu einem Wirtschafts- und Industriezentrum. Unter den Handwerkern und Industriearbeitern die aus Deutschland und Österreich-Ungarn zuwanderten waren viele Protestanten. Belegt sind auch Gemeindemitglieder aus Estland, Schweden, der Schweiz, Schottland und Russland. In der Blütezeit hatte die Gemeinde 12.000 Gläubige.
Der Friedhof wurde in den Jahren 1833/1834 angelegt, sieben Jahre nach der Gründung der lutherischen Gemeinde in Radom. Nach den gesetzlichen Regeln musste er außerhalb der Stadtbebauung liegen. Ursprünglich von einem Wassergraben umgeben, wurde die Anlage von 1858 bis 1860 erweitert, ummauert und mit Bäumen bepflanzt. An den Bauarbeiten waren der russische Gouverneur Graf Leonti Karlowitsch Opperman und der Ingenieur des Gouvernements Maciej Bajer beteiligt. Verantwortlicher der Gemeinde war der Apotheker Adolf Frick, der auch Sträucher und Bäume stiftete. Um die Wende zum 20. Jahrhundert wurde der Friedhof 1893 letztmals vergrößert und erhielt ein Totengräber- und Wächterhaus. Für den Torbogen am Eingang wurde 1902 eine Glocke gestiftet.
Zu Beginn des Ersten Weltkriegs wurden Einwohner deutscher Herkunft deportiert und nach Kriegsende wanderten viele ab. Der Friedhof wurde teilweise verwüstet und geplündert. Die Preußen nahmen ihrerseits den evangelischen Pfarrer Henryk Michał Tochterman neben anderen Honoratioren als Geisel. Im Krieg wurden 112 evangelische Soldaten der deutschen und österreichisch-ungarischen Armee auf dem Friedhof beigesetzt.
Nach dem Zweiten Weltkrieg wurden Evangelische fälschlicherweise mit Deutschen identifiziert. Aus Angst vor Verfolgung gingen viele Gemeindemitglieder in den Westen. Die evangelische Gemeinde hatte 2018 nur noch 70 Mitglieder. Der Gemeinderat der Kirche beschloss 2002, den Friedhof für die Beerdigung verstorbener anderer Konfessionen zur Verfügung zu stellen, um so Geldmittel für Renovierungsarbeiten zu erhalten.
Seit 2003 pflegen Schüler der Wirtschaftsoberschule regelmäßig auf freiwilliger Basis. Im folgenden Jahr wurde das Totengräberhaus wegen Baufälligkeit abgerissen. Bis 2008 wurden Renovierungen durchgeführt und mit Hilfe der Stadt die Wege gepflastert. Ein Unternehmer finanzierte die Reparatur und Reinigung eines der Grabsteine.
Der Friedhof wurde am 3. Mai 1982, als erste der vier alten Radomer Nekropolen, in die nationale Denkmalliste eingetragen.

## Beschreibung
Trotz der späteren Erweiterung hat der Friedhof eine Einteilung in kleine Grabfelder, die aus den Jahren 1858/1859 stammt. Es sind auf dem Friedhof Grabsteine in deutscher, polnischer, schwedischer und russischer Sprache erhalten. Die meisten Grabsteine stammen aus Zeit von 1850 bis in die 1920er Jahre. Einige von ihnen kamen aus bekannten Steinmetzwerkstätten in Warschau (Lubowiecki, Stanisławski, Bartnicki, Turek) oder von Jan Nowak aus Lublin. Sie sind ein Zeugnis für die Qualität der Steinwerkstatt der damaligen Zeit. Alte Gräber aus der Mitte des neunzehnten Jahrhunderts haben oft Grabzeichen aus Gusseisen. Vorherrschend ist jedoch aus Sandstein aus dem Süden Masowiens oder Sandstein in Kombination mit Granit und Gusseisen.
Auf dem Friedhof wurden bis 2008 mehrere Bestandsaufnahmen durchgeführt. Es befinden sich 269 Gräber auf dem Friedhof, von denen 81 beschädigt sind. Bis 2018 wurden 13 einzelne Gräber das Denkmalregister eingetragen.
Von besonderer Bedeutung sind die Gräber der Unternehmer- und Industriellenfamilien. Zu den Namen gehören Buff, Długołęcki, Gain, Karsch, Kepler, Kindt, Kuntz, Lieder, Metzger, Rössler, Skibiński und Wickenhagen. Die Radomer Familie Marx brachte Apotheker, Ärzte und Lehrer hervor. Die große Skulptur des Auferstehenden Christus vom Grab des Gerbereibesitzers Teodor Karsch ziert seit 1999 die Evangelisch-Augsburgische Kirche der Stadt. Die Versetzung erfolgte vor allem aus Sicherheitsgründen.

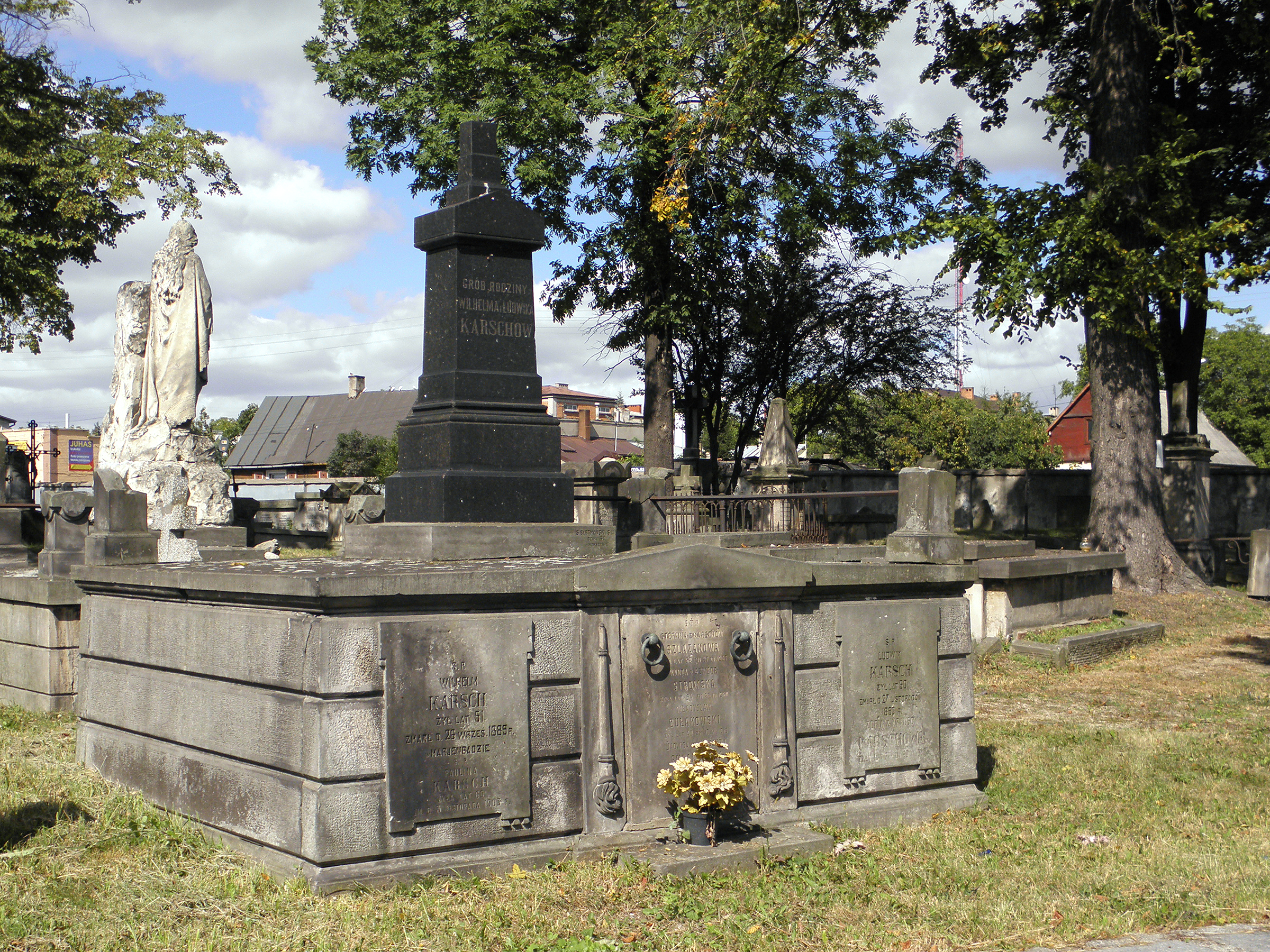
Grab der Familie Karsch
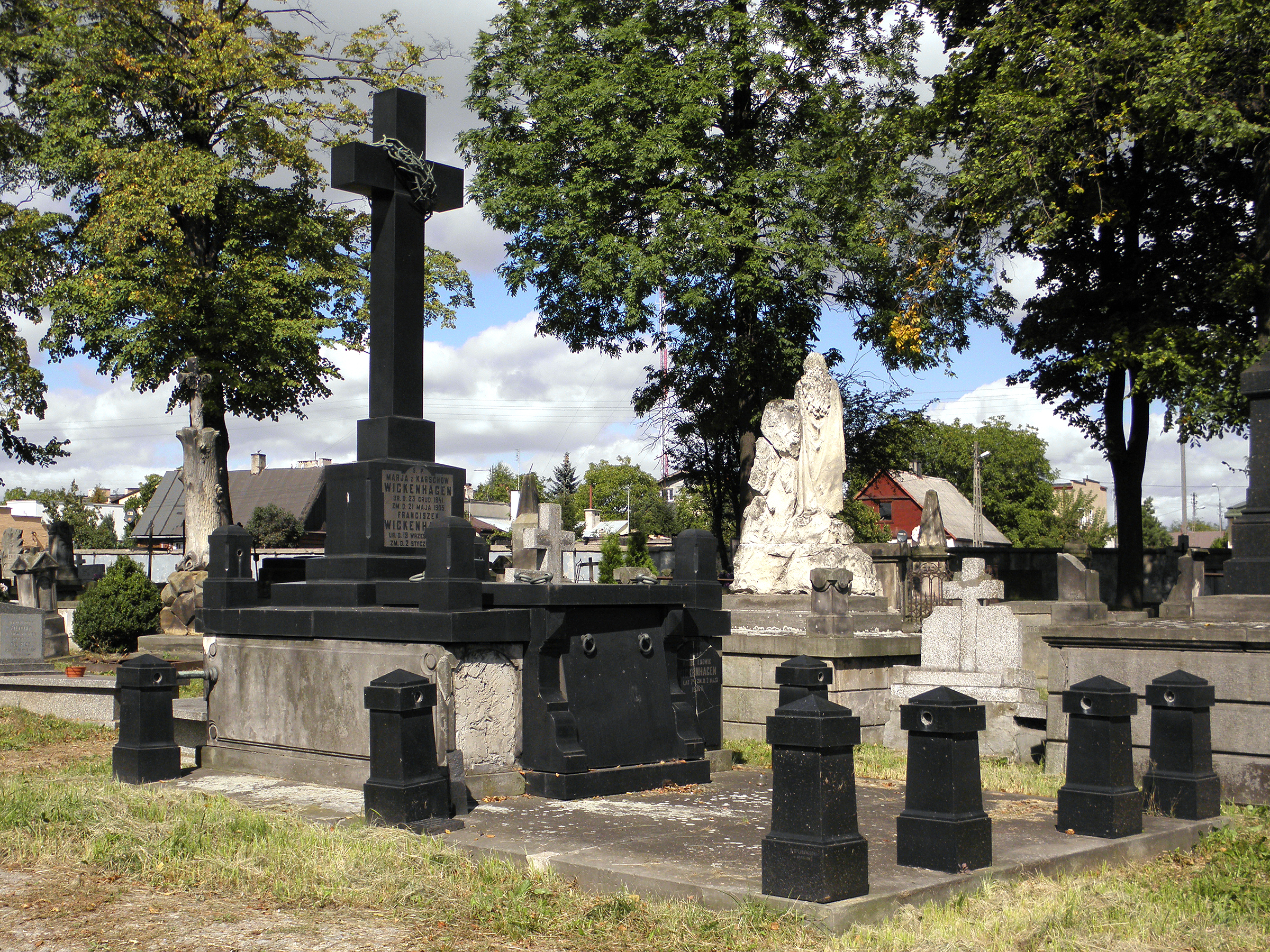
Grab der Familie Wickenhagen
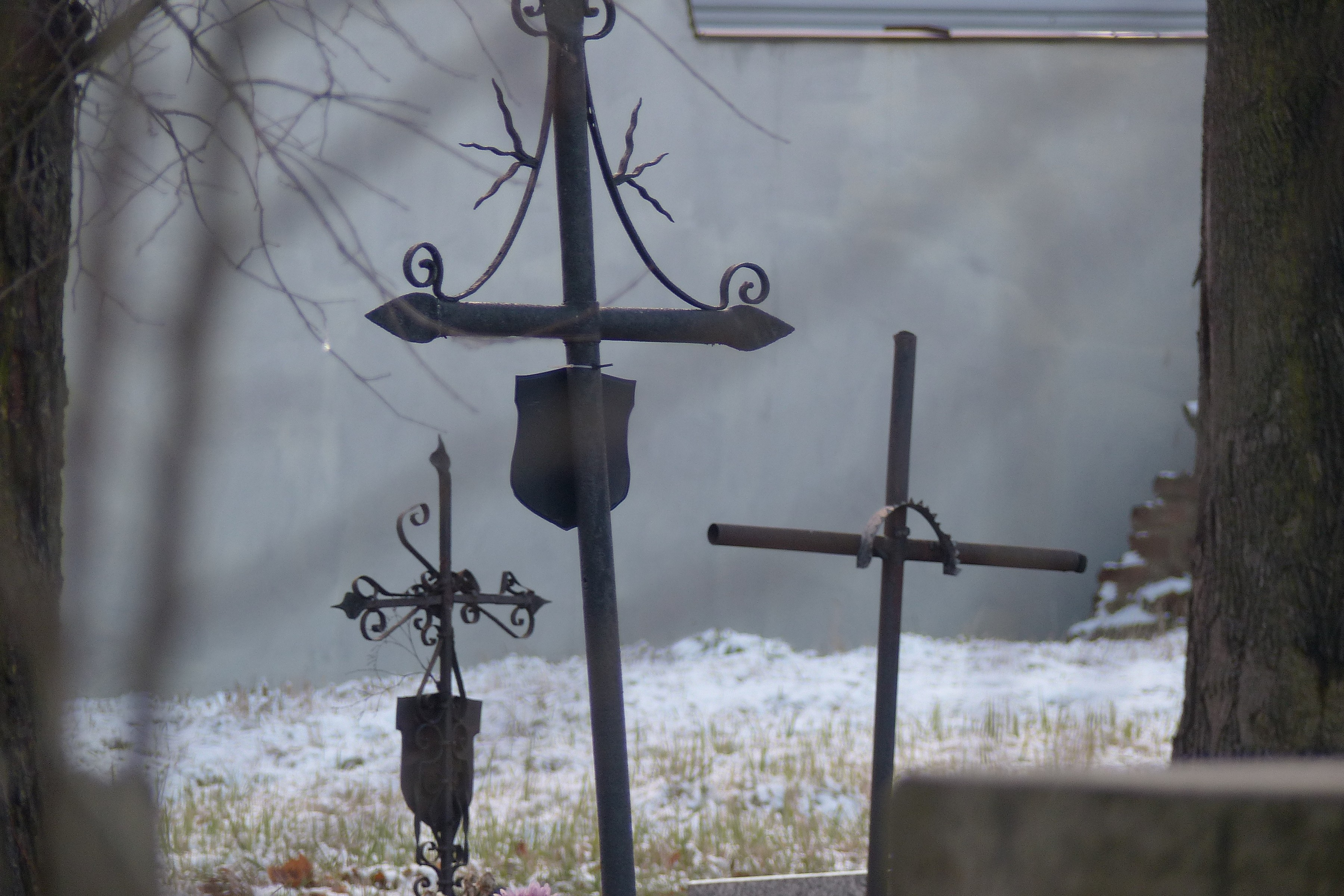
Typische Metallkreuze
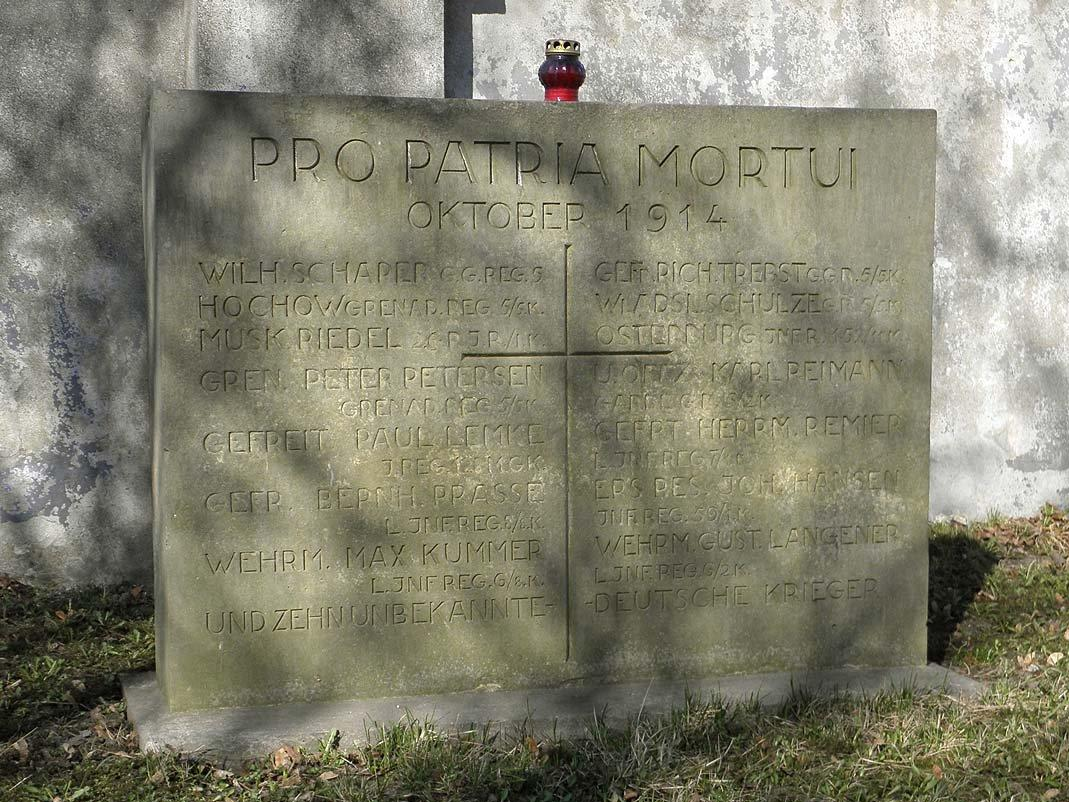
Sammelgrab deutscher Soldaten, 1914

Persönlichkeiten (Auswahl)
- Karol Hoppen (1789–1849), Apotheker und Künstler
- Alfons Pinno (1891–1976), Architekt und Stadthistoriker
- Władysław Roguski (1890–1940), Maler und Graphiker
- Adolf Tochterman (1892–1955), Arzt und Krankenhausdirektor
- Otto Wüstehube, Pfarrer und 1877 Stifter der Orgel der evangelischen Kirche.

## Weitere Nekropolen in Radom
- Römisch-katholischer Friedhof (cmentarz rzymskokatolicki), seit 1812[11]
- Jüdischer Friedhof (cmentarz żydowski), seit 1837 (Epidemiefriedhof von 1831)[12]
- Orthodoxer Friedhof (cmentarz prawosławny), seit 1839[13]
- Städtischer Friedhof (cmentarz komunalny), seit 1974.